# Креативный директор
Креативный директор (творческий директор) — должность распространённая в таких сферах, как реклама, массмедиа, индустрия развлечений, мода, дизайн и другие отрасли, где важен творческий подход. Основная задача креативного директора — развитие и реализация творческой стратегии компании или проекта, руководство командой дизайнеров, копирайтеров и других специалистов, а также обеспечение высокого уровня креативного качества продукции.

## Обязанности креативного директора
Важным аспектом этой должности является интерпретация коммуникационной стратегии клиента и построение творческих концепций в соответствии с этой стратегией. Другим существенным аспектом является обязанность инициировать, поддерживать и развивать творческие идеи всех вовлечённых в творческий процесс. Креативный директор, как правило, возглавляет креативный департамент агентства или отдел компании. В рекламном агентстве подобный отдел состоит из копирайтеров и дизайнеров. В дизайн-студии команда может включать графических дизайнеров и программистов. В любом случае, в подчинении креативного директора находятся люди, имеющие непосредственное отношение к созданию творческого продукта. Креативный директор отвечает за финальный творческий продукт.

## Креативный директор в рекламном агентстве
Креативным директором в рекламном агентстве обычно становится начальник отдела дизайна или старший дизайнер, и, как правило, хорошо знаком с обеими этими дисциплинами. Креативный директор должен быть не просто хорошим специалистом, он также должен быть хорошим менеджером.

## Роль креативного директора в рекламном агентстве
С самого начала существования рекламных агентств, креативный директор играет ключевую роль: это важнейший участник каждого этапа процесса создания рекламы. Хороший креативный директор участвует в формулировании стратегии бренда, написании брифа, процессе создания рекламы, презентации и продаже идей клиенту, в реализации рекламного продукта для публикации в средствах массовой информации. Крупные рекламные агентства могут иметь в штате несколько креативных директоров, каждый из которых отвечает за крупный бренд или коллекцию брендов, и подчиняются управляющему креативному директору.